# اودیاکه اس
اودیاکه اس (انگلیسی: OdiakeS؛ زادهٔ March 22) موسیقی‌دان است. وی از سال ۱۹۹۸ میلادی تاکنون مشغول فعالیت بوده‌است.